# Circunscrições eclesiásticas católicas da Lituânia
A Igreja Católica na Lituânia é formada por duas províncias eclesiásticas, com 5 dioceses sufragâneas.

## Lista de dioceses

### Província eclesiástica de Kaunas
- Arquidiocese de Kaunas
  - Diocese de Šiauliai
  - Diocese de Telšiai
  - Diocese de Vilkaviškis

### Província eclesiástica de Vilnius
- Arquidiocese de Vilnius
  - Diocese de Kaišiadorys
  - Diocese de Panevėžys

## Ligação externa
- Catholic Hierarchy